# Jean-Luc Bousquet
Jean-Luc Bousquet est un artiste peintre et illustrateur français né à Antony en banlieue parisienne le 4 septembre 1961.

## Biographie
A l'âge de un an une casserole d'eau bouillante se renverse sur son visage. Il passera ensuite des mois dans une cage stérile à l'hôpital. Il grandit dans la ville du Havre, au bord de la mer, dans un environnement glauque. Agé de quinze ans il tente de se suicider. Son horizon s'ouvre lorsqu'il fait la découverte des magazines de bande dessinées Pilote et surtout Métal Hurlant.
Après son BAC il échoue aux Beaux-Arts et part en voyage autour de la mer Méditerranée avec une copine. L'Egypte en passant par la Grèce. A Nice c'est le peintre Manuel Taraio qui l'initie à la peinture à l'huile. Bousquet commence à exposer tout en trouvaillant durant treize ans comme instituteur à Draguignan. En 1994 il s'installe en Polynésie sur l'île de Moorea. C'est là qu'il va se consacrer uniquement à son art et gagner en notoriété.

## Vidéographie
En 2023 il est le sujet d'un documentaire de la collection artistes du fenua, réalisé par Pierre de Nicola, et diffusé sur la chaine TNTV.